# Trattato di Limerick

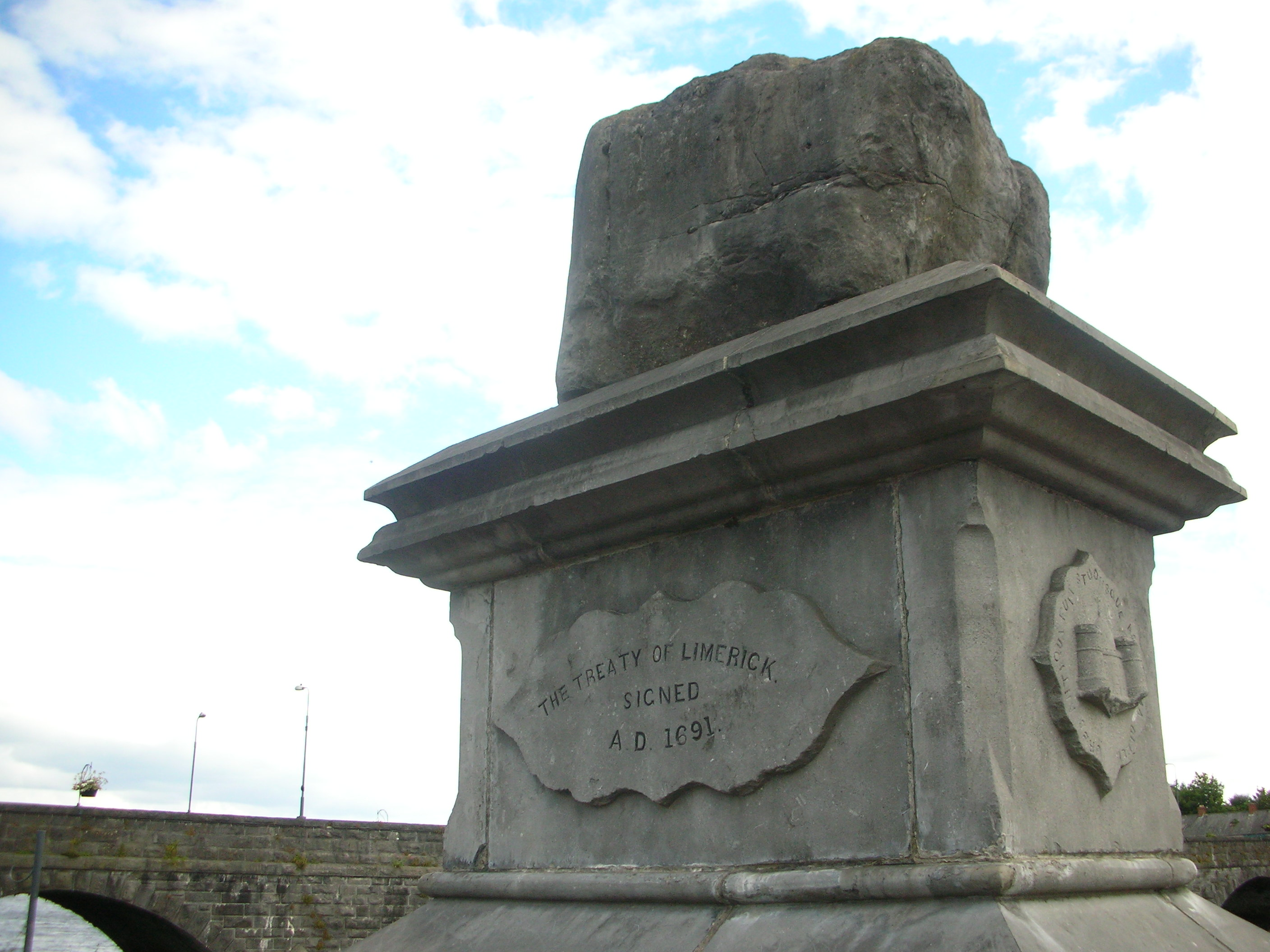
La Treaty Stone, la pietra su cui venne firmato il trattato di Limerick.

Il trattato di Limerick è un trattato di pace che deve il suo nome alla città di Limerick, in Irlanda, nella quale venne stipulato. Il trattato pose fine al periodo della guerra guglielmita combattuta tra i giacobiti ed i sostenitori di Guglielmo III d'Orange, dando anche fine all'assedio di Limerick.
Il trattato era in realtà composto di due trattati, che vennero firmati il 3 ottobre 1691. Secondo la cronaca essi vennero firmati sulla Treaty Stone, un blocco irregolare di pietra calcarea che serviva un tempo come rudimentale appoggio per montare a cavallo. Attualmente la pietra si trova posta su un piedistallo nella città di Limerick diventandone un monumento.

## Il trattato sulle questioni militari
Questa parte del trattato dettava i punti sul trattamento dell'esercito giacobita in via di scioglimento. Secondo le clausole del trattato, i soldati giacobiti avevano la possibilità di lasciare il paese per raggiungere la Francia e di continuare così a prestare servizio militare nella Brigata Irlandese di Giacomo II.
La maggior parte dei soldati scelse di partire e marciò verso Cork dove vennero imbarcati, molti insieme a mogli e figli, verso la Francia; l'episodio della loro partenza è noto nella storia irlandese come fuga delle oche selvatiche.
I soldati giacobiti avevano anche una terza opzione, ovvero continuare a combattere per l'esercito guglielmita, cosa che molti di essi fecero.
Il trattato comprendeva 29 articoli che furono concordati tra il generale Ginkle, comandante in capo dell'esercito inglese, e i generali D'usson e de Tesse, comandanti in capo dell'esercito irlandese.

## Il trattato sulle questioni civili
Questa parte del trattato prevedeva gli articoli a difesa dei giacobiti che sceglievano di restare in Irlanda.
In base ai trenta articoli del trattato i giacobiti che accettavano di giurare fedeltà a Guglielmo non potevano essere suscettibili di confisca ed ai nobili cattolici doveva essere permesso il porto d'armi.
La parte civile del trattato non venne mai rispettata dal governo guglielmita che impose, a partire dal 1695 una lunga sequela di imposizioni penali contro i cattolici irlandesi.